# Binter Canarias
Binter Canarias (code AITA : NT ; code OACI : IBB) est une compagnie aérienne régionale espagnole, basée sur les îles Canaries.

## Histoire

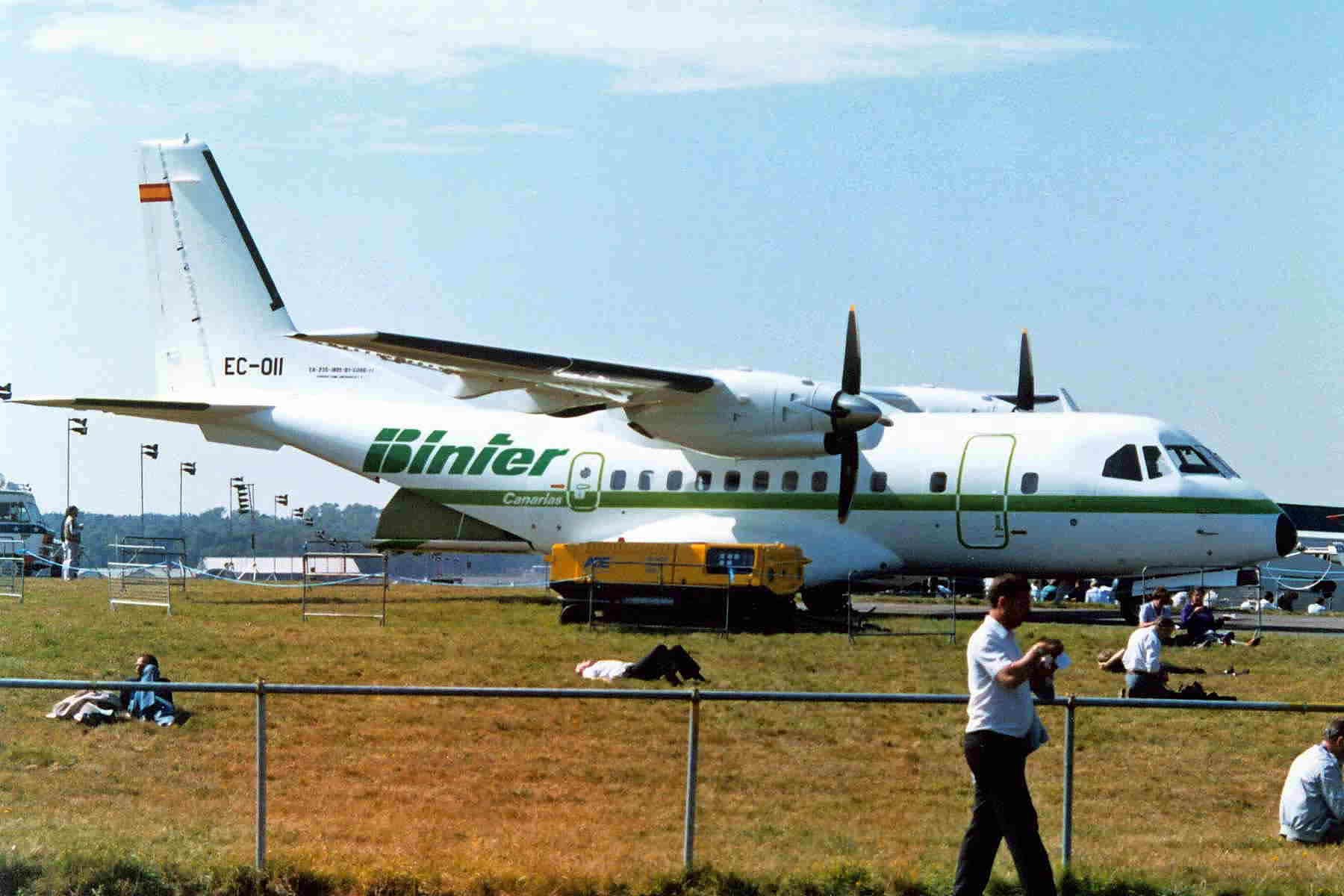
Premier avion CASA CN.235 de la compagnie à son lancement

Binter est créée en 1988 par Iberia pour assurer les liaisons inter-îles, reprenant le B de Iberia suivi de inter. Elle commence ses opérations le 26 mars 1989, avec 4 CASA CN-235, toujours sous la tutelle d'Iberia.

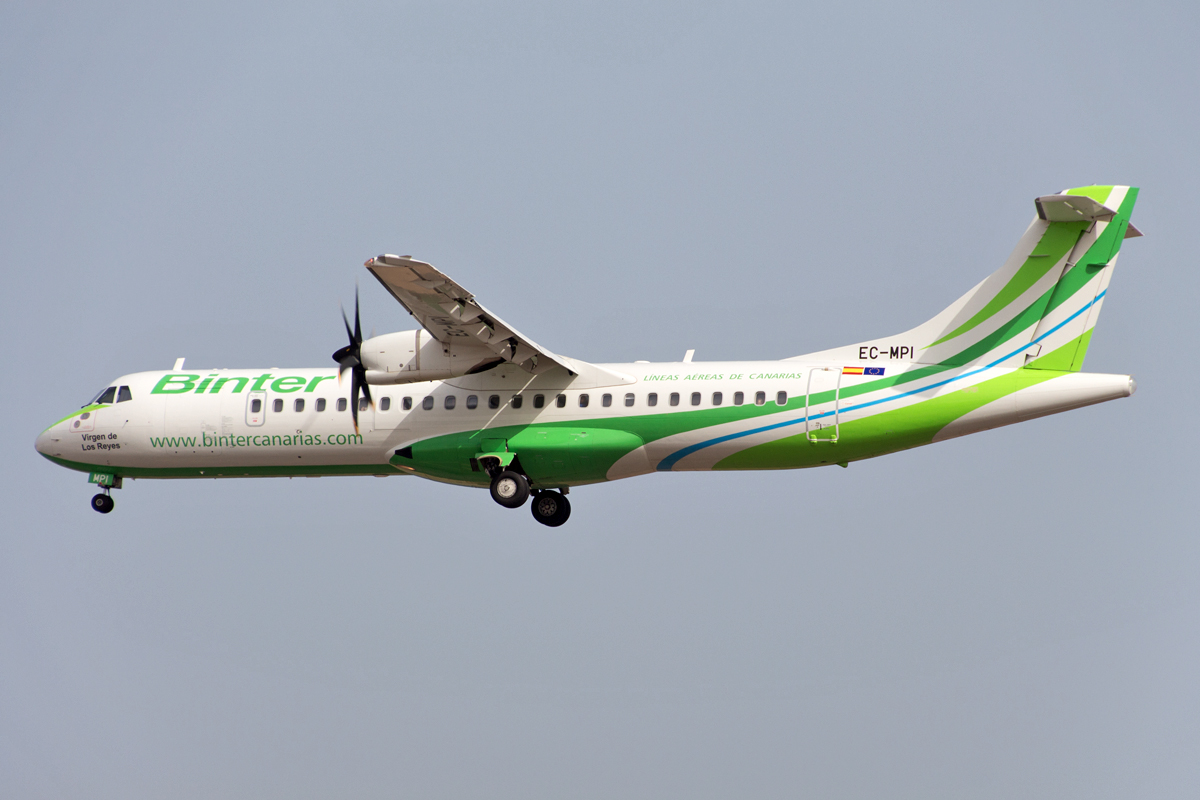
ATR 72-600 de Binter Canarias

En 2002, après la cession de l’entreprise à un groupe d’investisseurs locaux, démarre un important process de renouvellement de la flotte ainsi que d’investissements divers. Elle est désormais détenu par Ilsamar Tenerife (49,81 %), Ferma Canarias Electrica (10,44 %), Agencia Maritima Afroamericana (10,11 %), Flapa (10 %) et autres (19,6 %) et compte 406 employés.
Actuellement, Binter se développe à travers des entreprises partenaires sous le régime de franchise, en tissant des liens industriels afin d'optimiser sa productivité sur son marché intérieur et de renforcer sa position aux Canaries.
En 2016, la compagnie aérienne a conclu un accord pour six autres ATR 72-600, ce qui porte à 18 les commandes totales pour ce type. Ils remplaceront les ATR 72-500 de génération précédente. Au printemps 2018, Binter a décidé de fusionner Navegacion y Servicios Aéreos Canarios (NAYSA) dans ses propres opérations et a donc rendu le certificat d'opérateur aérien de NAYSA. Depuis lors, toutes les anciennes opérations de NAYSA font partie de Binter,. Depuis fin 2017, Binter Cabo Verde a pris en charge les vols inter-îles après leur arrêt par TACV le 1er août 2017, alors que la TACV était en train de restructurer et d'être privatisée. Binter CV a établi un partenariat couvrant les services internationaux de TACV, permettant à TACV d'offrir des connexions vers des destinations nationales et cherchera à renforcer les connexions inter-îles. En juin 2018, la compagnie a ouvert une liaison domestique entre les îles de Madère et de Porto Santo dans l'archipel de Madère voisin au nord.
En 2018, la compagnie a transporté 3,6 millions de passagers.
En décembre 2019, elle accueille l'Embraer 195-E2 de nouvelle génération, le premier d'une commande de cinq estimée à 342 millions de dollars au prix catalogue. Elle est la compagnie de lancement en Europe de ce type d'avion.
Le 8 avril 2021, de nouvelles liaisons depuis les Canaries vers Lille, Marseille et Toulouse sont annoncées, toutes opérées en Embraer 195-E2.

## Destinations
La compagnie assure des vols intérieurs entre les Iles Canaries: Gran Canaria, Tenerife-Nord, Lanzarote, Fuerteventura, Tenerife-Sud, La Palma, La Gomera, et El Hierro. Mais aussi des vols nationaux vers: Almería, Asturies, Cordoue, La Corogne, Grenade, Jerez, Madrid, Saragosse, Vigo, Saint-Sébastien, Santander, Vitoria-Gasteiz, Murcie,  Palma de Majorque, Minorque, Ibiza, Valladolid, et Badajoz.

## Flotte

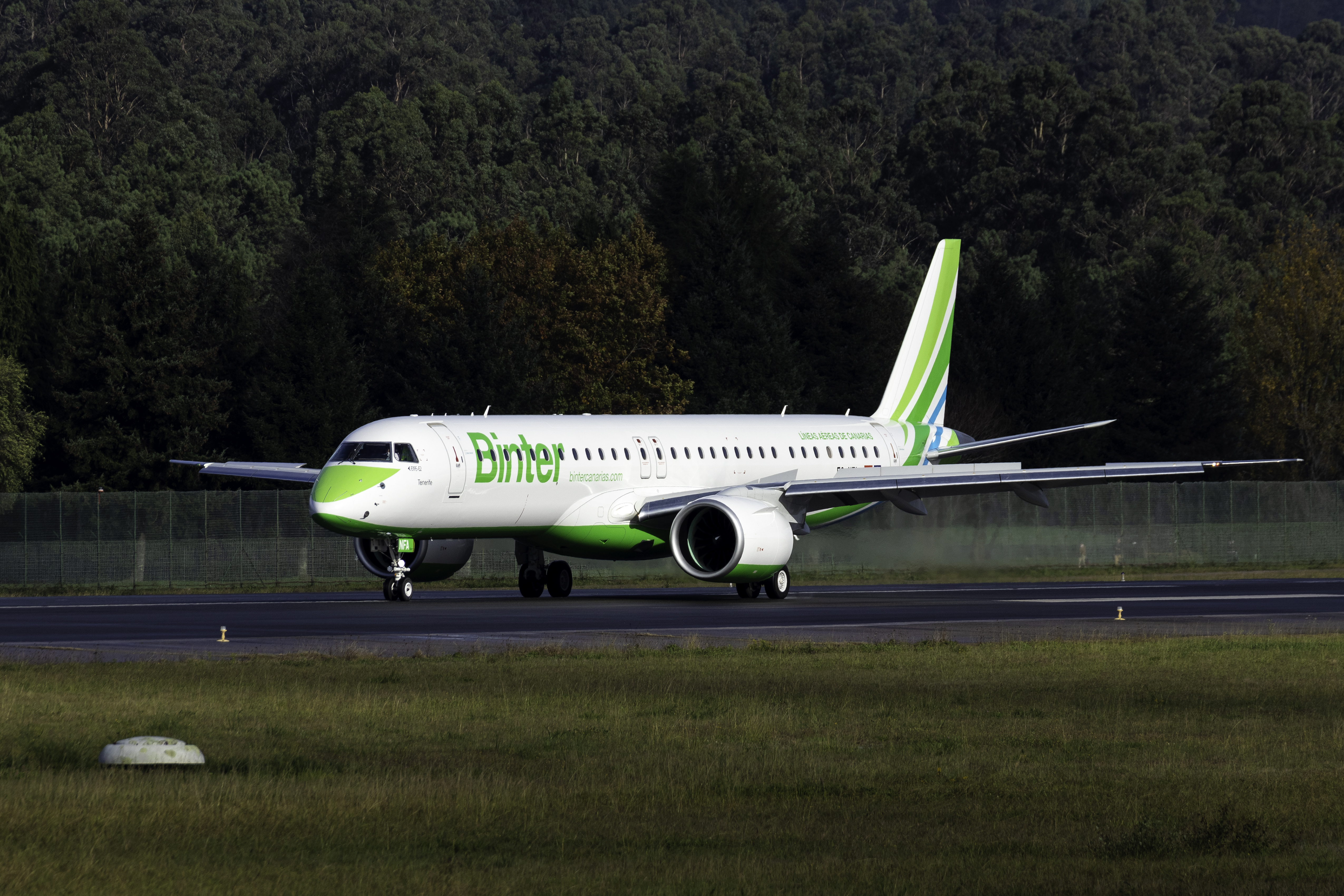
Un Embraer E195-E2 (EC-NFA) de la compagnie.

En janvier 2025, la flotte est composée de :
La compagnie a aussi opéré :
- 1 Boeing 737-400 (2005-2009)[7]
- 3 Bombardier CRJ200 (2012-2013)[8]
- 3 Bombardier CRJ900 (2015-2016)[8]
- 5 Bombardier CRJ1000 (2017-2018)[8]
- 1 BAe 146 (2006)[9]

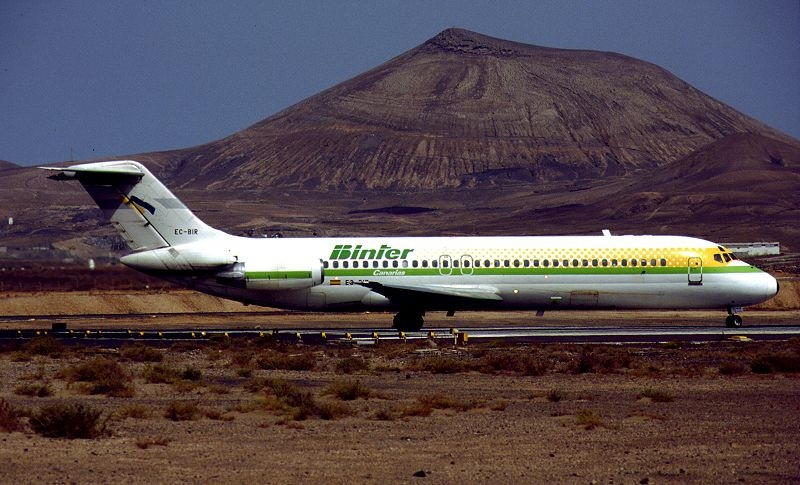
Un DC-9 de la compagnie
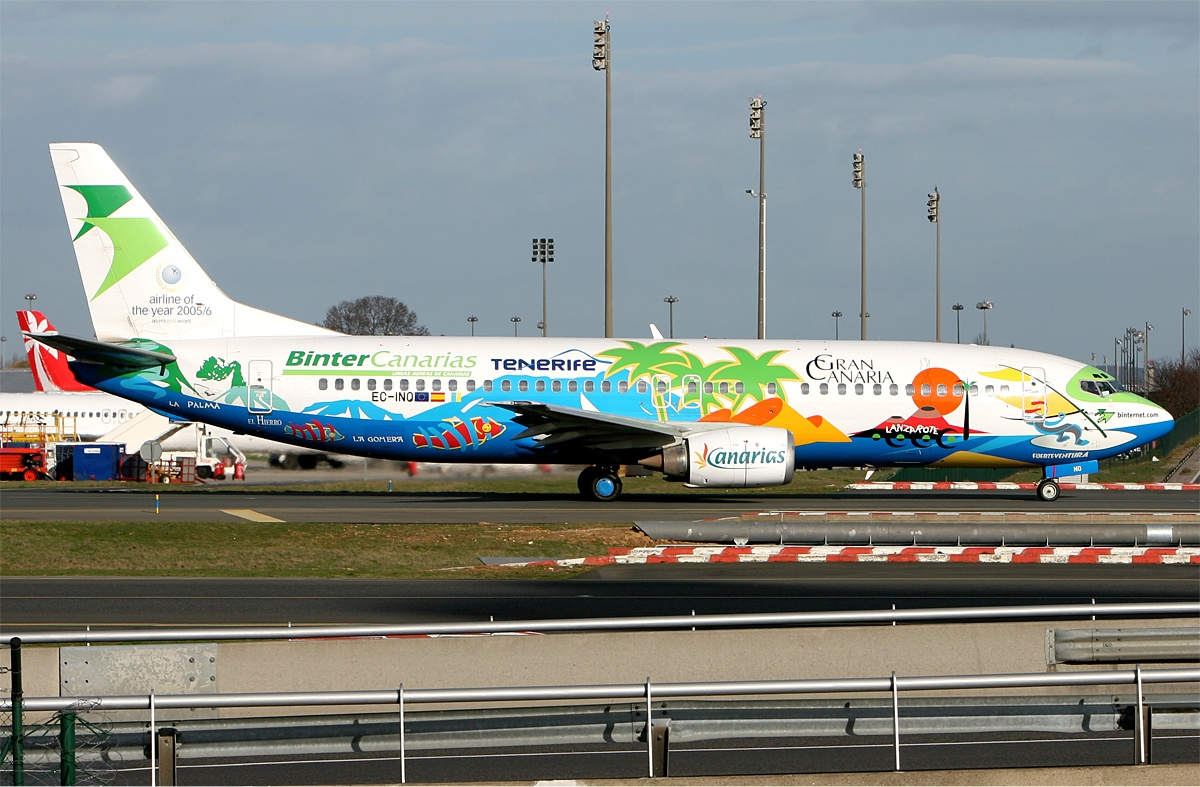
Unique Boeing 737-400 de Binter Canarias dans une livrée spéciale

## Partage de codes
La compagnie partage ses codes avec SATA Air Açores.